# Xylariopsis uenoi
Xylariopsis uenoi là một loài bọ cánh cứng trong họ Cerambycidae.